# Доротея Датска (Прусия)
Доротея Датска или Доротея Пруска (на немски: Dorothea von Preußen, Dorothea von Brandenburg-Ansbach, Dorothea von Hohenzollern, Dorothea von Dänemark; * 1 август 1504 в дворец Готорф; † 11 април 1547 в Кьонигсберг, Прусия) е датска принцеса и първата херцогиня на Херцогство Прусия.
Тя е дъщеря на Фредерик I, крал на Дания и Норвегия (1471–1533) и първата му съпруга Анна фон Бранденбург (1487–1514), дъщеря на Йохан Цицерон, курфюрст на Бранденбург от рода Хоенцолерн. Сестра е на крал (от 1534) Кристиан III, крал на Дания и Норвегия.
Доротея се омъжва на 1 юли 1526 г. в Кьонигсберг за принц Албрехт Пруски (1490–1568) от династията Хоенцолерн. Двамата имат шест деца, от които само най-възрастната дъщеря пораства:
- Анна София (1527–1591)

∞ 1555 херцог Йохан Албрехт I фон Мекленбург (1525–1576)
- Катарина (*/† 1528)
- Фридрих Албрехт (1529–1530)
- Луция Доротея (1531–1532)
- Луция (1537–1539)
- Албрехт (*/† март 1539)

Доротея подарява от личните си средства северната част на колежа при основаването на Албертус-Университет в Кьонигсберг.
След нейната смърт Албрехт Пруски се жени през 1550 г. за Анна Мария фон Брауншвайг-Каленберг-Гьотинген.